# Telmatobius cirrhacelis
Telmatobius cirrhacelis är en groddjursart som beskrevs av Linda Trueb 1979. Telmatobius cirrhacelis ingår i släktet Telmatobius och familjen Ceratophryidae. IUCN kategoriserar arten globalt som akut hotad. Inga underarter finns listade i Catalogue of Life.